# Johannes Nauclerus

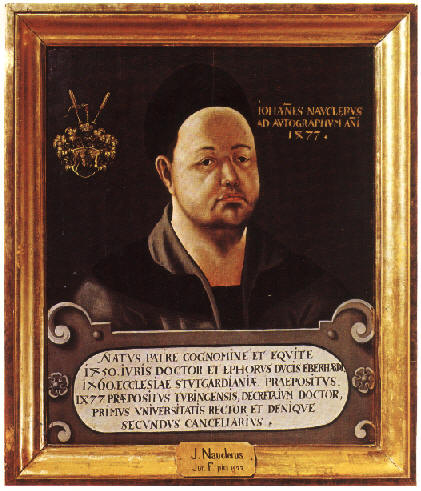
Bildnis des Johannes Nauclerus auf einem Gemälde aus dem Bestand der Tübinger Professorengalerie

Johannes Nauclerus (* 1425; † 5. Januar 1510 in Tübingen; eigentlich Johannes Vergenhans) war ein deutscher Gelehrter, Theologe, Rechtswissenschaftler und Historiker, der dem Humanismus nahestand. Als Vertrauter Graf Eberhards im Bart war er nach Gründung der Universität Tübingen im Jahr 1477 deren erster Rektor (bis 1478) und später ihr langjähriger Kanzler (1482 bis 1509). Der Nachwelt bekannt ist Nauclerus vor allem durch seine 1516 posthum veröffentlichte Weltchronik.

## Leben
Der Geburtsort und das genaue Geburtsdatum Nauclerus’ sind nicht sicher bekannt. Nauclerus’ Vater tritt in einer Urkunde Graf Ludwigs II. von Württemberg-Urach von 1455 in Erscheinung, in dem er als „unser Knecht“ bezeichnet wird. Daraus wurde abgeleitet, dass der Vater dem ritterlichen Stand angehörte oder zumindest nahestand, was aber nicht erwiesen ist. Ein jüngerer Bruder von Nauclerus, Ludwig Vergenhans, wurde später Dompropst in Stuttgart und württembergischer Kanzler. Die beiden Gelehrten adaptierten der damaligen Mode entsprechend den latinisierten Familiennamen Nauclerus (von griechisch ναύκληρος, Schiffsherr, Steuermann, Lotse) für Vergenhans (von Ferge, einem alten Wort für Fährmann).
Nauclerus genoss vermutlich eine geistliche Ausbildung. Bis 1459 war er Erzieher des jungen Grafen Eberhard im Bart, dessen Vertrauter er später wurde. Zur Belohnung wurde er 1461 Pfarrer in Weil der Stadt (nachgewiesen 1461, 1462 und 1464). 1464 erscheint er in der Matrikel der Universität Basel als decretorum doctor (promovierter Jurist), im folgenden Jahr unterrichtete er dort. Das Angebot eines hohen kirchlichen Amts in Stuttgart veranlasste jedoch Nauclerus, Basel wieder zu verlassen: Er erhielt am 15. Februar 1466 die reichste württembergische Pfründe, die Propstei zum Heiligen Kreuz der Stuttgarter Stiftskirche als Nachfolger des altershalber zurückgetretenen Johann von Westernach (Amtszeit 1434–1466). 1472 rief Graf Eberhard im Bart seinen alten Lehrer in seinen Dienst im Uracher Landesteil zurück. Nauclerus verzichtete am 10. November 1472 auf seine Stuttgarter Propstei und erhielt kurz vor dem 5. Januar 1473 eine kirchliche Pfründe als Chorherr des Sindelfinger Chorherrenstifts, zu dieser Zeit das bedeutendste Stift im Uracher Landesteil. Schon 1459 war er in Italien auf dem Kongress von Mantua Papst Pius II. begegnet und im Anschluss vermutlich längere Zeit in Italien gewesen. 1466 war er in Rom bei der päpstlichen Kammer, 1467 sandte ihn Graf Ulrich von Württemberg-Stuttgart ins Feldlager Karls des Kühnen nach Péronne. Noch vor dem 17. Februar 1475 erscheint er außerdem als Pfarrer in Brackenheim.
An der Gründung der Universität Tübingen 1477 durch Graf Eberhard im Bart war Nauclerus in wesentlichem Umfang beteiligt. Die erforderliche päpstliche Ermächtigung zur Gründung holte er im Auftrag Eberhards im Bart in Rom ein, nach dem neuesten Stand der Forschung allerdings nicht persönlich. Er schrieb den Erlass Eberhards, mit dem dieser die Gründung ankündigte, und er schrieb auch die erste Universitätsverfassung nach dem Vorbild der Verfassung der Universität Basel. Die von Nauclerus mit betriebene Verlegung des Sindelfinger Chorherrenstifts nach Tübingen und die Verwendung seiner Einkünfte für die Universität sicherte deren wirtschaftliche Grundlage.
Nauclerus, der selbst an der juristischen Fakultät Kirchenrecht lehrte, wurde für ein Jahr, bis 1478, erster Rektor der neuen Universität. Durch gute Beziehungen zur Universität in Basel und zur Sorbonne in Paris gewann er ausgezeichnete Lehrkräfte für Tübingen, darunter Johannes Heynlin und Heinrich Bebel. Auch Johannes Reuchlin führte er in Tübingen und Stuttgart ein. Ab 1479 verwaltete er für drei Jahre die Pfarrei der Tübinger Stiftskirche. Nachdem der erste Tübinger Propstkanzler Johannes Tegen am 30. September 1482 verstorben war, wählte ihn das Kapitel des Tübinger Stifts auf Präsentation Eberhards im Bart zu dessen Nachfolger. Zwischen dem 21. Januar und 4. Februar 1483 wurde er in sein neues Amt eingesetzt und war damit als Vertreter des Papstes deren höchster Aufseher geworden. Als enger Vertrauter und Berater des Universitätsgründers Graf Eberhard, der seinen Einfluss auf die Universitätsverwaltung ausübte, war Nauclerus bis zu Eberhards Tod 1496 und auch noch darüber hinaus der wichtigste Mann an der Universität, bis er das Amt 1509 im hohen Alter abgab.
Nauclerus hatte großen Einfluss auf die württembergische Landespolitik seiner Zeit. 1482 begleitete er Graf Eberhard auf dessen Reise nach Rom und Florenz. Die Entstehung des Münsinger Vertrags von 1482, mit dem Württemberg wiedervereinigt wurde, erlebten er und sein Bruder Ludwig hautnah mit. An den Verhandlungen, die zur Erhebung Württembergs zum Herzogtum auf dem Reichstag zu Worms 1495 führten, war er ebenso beteiligt wie an der anschließenden Ausarbeitung einer neuen Landesordnung. Nauclerus’ Rat war nach Eberhards Tod 1496 bei dessen kurzzeitigem Nachfolger Eberhard II. zwar nicht mehr gefragt, aber nach Eberhards II. Absetzung 1498 kam Nauclerus erneut zu hohen Ehren und erscheint 1500 als einer der drei Richter des Schwäbischen Bundes, ein Amt, das 1502 wohl auf Betreiben von Nauclerus auf den württembergischen Rat und bekannten Humanisten Johannes Reuchlin überging.
Bei seinem Tod am 5. Januar 1510 vermachte Nauclerus der Universität 1000 Gulden, eine für die Zeit hohe Summe. Von seinem Grabmal in der Tübinger Stiftskirche ist die Grabinschrift, die der bedeutende neulateinische Dichter Heinrich Bebel verfasst hatte, handschriftlich überliefert.

## Die Weltchronik

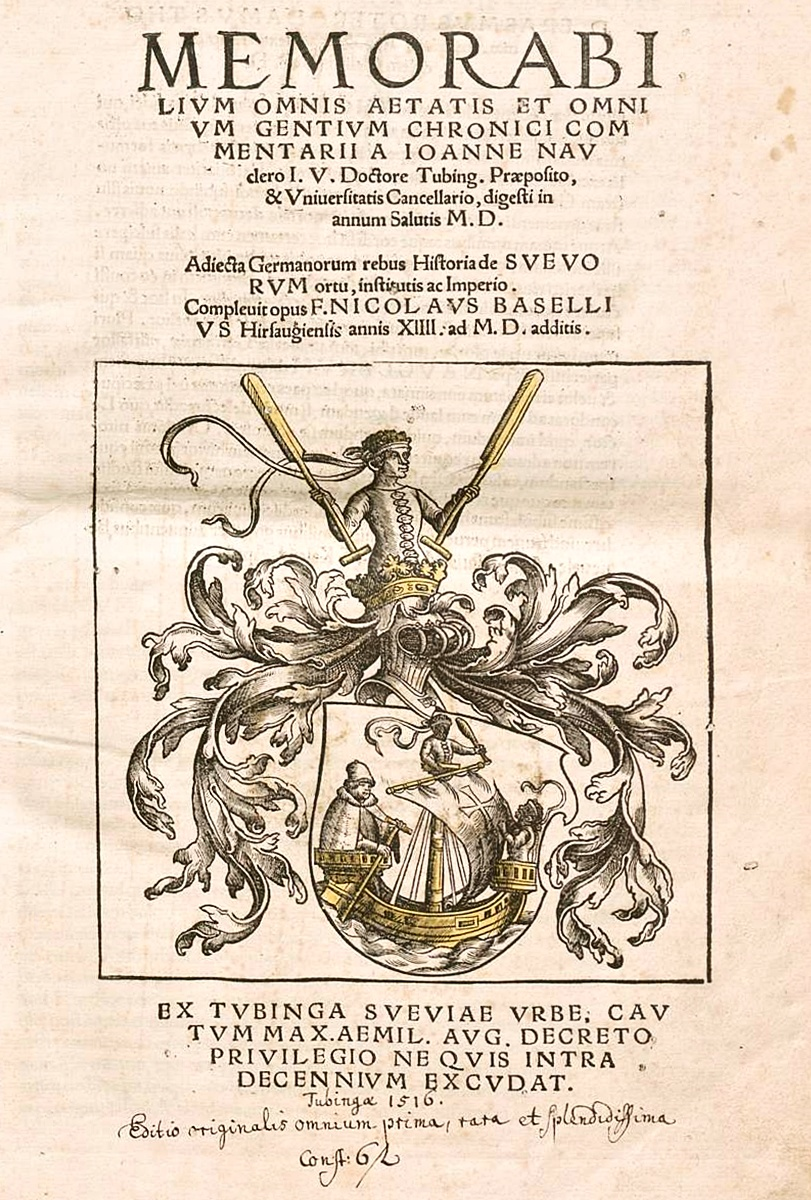
Titelblatt der von Nikolaus Basellius 1516 publizierten Weltchronik des Johannes Nauclerus

Im Alter, vermutlich ab 1498, begann Nauclerus die Erarbeitung einer Weltchronik, die von den Anfängen bis ins Jahr 1501 reichte und sowohl scholastische als auch bereits humanistische Züge zeigte. Er verarbeitete dazu zahlreiche Quellen, darunter auch Briefe und Urkunden, und legte erstmals eine historische Quellenkritik zugrunde. So bevorzugte er zeitgenössische gegenüber späteren Quellen, ließ sich aber dadurch auch von manchen Geschichtsfälschern wie Annius von Viterbo täuschen. Von Nauclerus’ Patriotismus zeugt die Breite, mit der er die schwäbische und württembergische Geschichte abhandelt.
1516, sechs Jahre nach dem Tod des Verfassers, erschien Nauclerus’ Weltchronik unter dem Titel Memorabilium omnis aetatis et omnium gentium chronici commentarii in zwei Folio-Bänden in der Tübinger Offizin Thomas Anshelms. Herausgeber war der Hirsauer Benediktinermönch Nikolaus Basellius, ein Schüler von Johannes Trithemius. Basellius hatte die Chronik bearbeitet und bis 1513 fortgeführt, Johannes Reuchlin schrieb das Vorwort. Die Chronik wurde mehrfach nachgedruckt, von 1544 bis 1675 erschienen acht Neudrucke. Auch Fortsetzungen wurden verfasst und belegen den Erfolg des Werkes, das Nauclerus „einen hohen Rang als Historiker“ sichert.